# Ingo Hoffmann
Ingo Hoffmann,  brazilski dirkač Formule 1, * 28. februar 1953, São Paulo, Brazilija.
Ingo Hoffmann je upokojeni brazilski dirkač Formule 1. Debitiral je na domači in prvi dirki sezone 1976 za Veliko nagrado Brazilije, kjer je z dirkalnikom Fittipaldi FD03 zasedel enajsto mesto z več kot krogom zaostanka za zmagovalcem. V tej sezoni je nastopil z dirkalnikom Fittipaldi FD04 še na Velikih nagradah zahodnih ZDA, Španije in Francije, toda na vseh treh Velikih nagradah se mu ni uspelo kvalificirati na dirko. V svoji karieri je nastopil še na prvih dveh dirkah v naslednji sezoni 1977, Veliki nagradi Argentine, kjer je odstopil v dvaindvajsetem krogu zaradi okvare motorja, in domači dirki za Veliko nagrado Brazilije, kjer je s sedmim mestom le za mesto zgrešil uvrstitev med dobitnike točk, a dosegel svojo najboljšo uvrstitev v karieri. Kasneje ni več dirkal v Formuli 1.

## Popolni rezultati Formule 1
(legenda) (odebeljene dirke pomenijo najboljši štartni položaj, poševne pa najhitrejši krog, †-uvrščen kljub odstopu)
| Leto | Moštvo                | Šasija          | Motor       | 1       | 2     | 3        | 4       | 5   | 6   | 7   | 8       | 9   | 10  | 11  | 12  | 13  | 14  | 15  | 16  | 17  | Prv | Toč |
| ---- | --------------------- | --------------- | ----------- | ------- | ----- | -------- | ------- | --- | --- | --- | ------- | --- | --- | --- | --- | --- | --- | --- | --- | --- | --- | --- |
| 1976 | Copersucar-Fittipaldi | Fittipaldi FD03 | Cosworth V8 | BRA 11  | JAR   |          |         |     |     |     |         |     |     |     |     |     |     |     |     |     | -   | 0   |
| 1976 | Copersucar-Fittipaldi | Fittipaldi FD04 | Cosworth V8 |         |       | ZZDA DNQ | ŠPA DNQ | BEL | MON | ŠVE | FRA DNQ | VB  | NEM | AVT | NIZ | ITA | KAN | ZDA | JAP |     | -   | 0   |
| 1977 | Copersucar-Fittipaldi | Fittipaldi FD04 | Cosworth V8 | ARG Ret | BRA 7 | JAR      | ZZDA    | ŠPA | MON | BEL | ŠVE     | FRA | VB  | NEM | AVT | NIZ | ITA | ZDA | KAN | JAP | -   | 0   |